# Лале Орта
Лале Орта (тур. Lale Orta; нар. 1 квітня 1960, Стамбул, Туреччина) — турецька футболістка, тренерка, спортивний коментатор, арбітр, академік у галузі спортивних наук. Перша в історії Туреччини жінка-арбітр, визнана ФІФА. Наприкінці січня 2023 року її призначили головою Центрального комітету арбітрів Федерації футболу Туреччини.

## Біографія
Народилася в Стамбулі. Після початкової та середньої освіти в школах Аксарая, Сібалі та Бакиркьоя вивчала бухгалтерський облік і фінанси в Університеті Мармара, який закінчила 1986 року. Продовжила здобувати вищу освіту за спеціальністю «Спортивний менеджмент» у тому ж університеті та 1993 року здобула ступінь магістра. 2002 року здобула ступінь доктора філософії, захистивши дисертацією на тему «Футбольні організації в Туреччині та світі — аналітичний підхід» (тур. "Dünyada ve Türkiye'de Futbol Organizasyonları - Analitik bir Yaklaşım") у своїй альма-матер.
У 1998—2003 роках працювала викладачем у Стамбульському технічному університеті. У 2003 — 2009 роках викладала в Університеті Чанаккале Онсекіз Март. Відтоді працювала в Університеті Окан у Стамбулі, з 2015 року як доцент, а у 2009—2011 роках і з 2015 року очолювала кафедру спортивного менеджменту.
Одружена з актором кіно та театру Ахметом Ортом.

## Спортивна кар'єра

### Гравець і тренер
У 1976—1989 роках була воротарем і капітаном у команді «Достлукспор», першій жіночій футбольній команді Туреччини. Згодом стала першою в країні жінкою, сертифікованим футбольним тренером і працювала в «Достлукспор» і жіночій збірній Туреччини з футболу.

### Арбітр
Кар'єру арбітра розпочала як помічник арбітра в матчі ліги резервних команд Туреччини A2 10 вересня 1990 року. Дебютувала як арбітр в цій же лізі 7 жовтня 1990 року. 27 жовтня 1990 року її підвищили до арбітра Третьої ліги TFF, а 28 січня 1996 року — Другої ліги TFF. Вперше призначили спостерігати за змаганнями найвищого рівня турецької Суперліги в матчі «Сакар'яспор» проти «Анкарагюджю» 29 травня 1999 року. Була арбітром в Першій жіночій футбольній лізі Туреччини, дебютувавши 9 квітня 2000 року. Працювала на понад 1500 аматорських і професійних футбольних матчах, включно з 60 міжнародними, після свого останнього матчу 5 грудня 2004 року припинила активну суддівську кар'єру у вітчизняному футболі. Федерація футболу Туреччини призначила її офіційним спостерігачем на матчі Суперліги з сезону 2007—2008 років.
1995 року стала однією з перших 54 жінок-арбітрів з 27 країн світу сертифікованих ФІФА. Відтоді працювала на міжнародних матчах протягом одинадцяти років. 2003 року її названо «Елітним рефері УЄФА» серед 17 європейських арбітрів. 28 листопада 2002 року спостерігала за матчем 1/4 фіналу між жіночим «Арсеналом» і «ЦСК ВПС» на Кубку УЄФА серед жінок 2002—2003 років, який проходив у Сент-Олбансі, Англія. 16 травня 2004 року спостерігала за матчем попереднього раунду між Росією та Францією у кваліфікації Чемпіонату УЄФА серед жінок 2005 року в Москві, Росія, та фінальним матчем Кубка УЄФА серед жінок 2005 року між німецькою «Турбіне» і шведською командою «Юргоден» 15 травня 2005 року. Через віковий ценз для арбітрів (до 45 років), встановлений ФІФА, міжнародна кар'єра арбітра Орти завершилася після матчу кваліфікації Чемпіонату світу з футболу серед жінок (УЄФА) 2007 року, який вона обслуговувала між національними жіночими збірними Іспанії та Бельгії, зіграного в Мадриді, Іспанія, 5 листопада 2005 року. На матчі-відповіді півфіналу Кубка УЄФА серед жінок 2007—2008 між італійською «Вероною» та німецьким «Франкфуртом», що проходив у Вероні, Італія 5 квітня 2008 року, вона була офіційним спостерігачем.

## Спортивний адміністратор
29 січня 2023 року призначена головою Центрального комітету арбітрів (тур. Merkez Hakem Kurulu) Федерації футболу Туреччини.

## Визнання
- 26 березня 2002 року трофей МОК «Жінки та спорт в Європі»[5][21][22][23]
- 2003 Елітний арбітр УЄФА[21]